# Gaiman (Chubut)
Gaiman ist die Hauptstadt des gleichnamigen Departamento Gaiman in der Provinz Chubut im südlichen Argentinien. Der Ort liegt 15 Kilometer westlich von Trelew im unteren Tal des Río Chubut. In der Klassifikation der Gemeinden in der Provinz Chubut ist Gaiman als Gemeinde (Municipio) der 1. Kategorie eingestuft. 

## Geschichte
Der Ort wurde im Jahre 1874 gegründet.

## Tourismus und Sehenswertes
In Gaiman hat sich die Tradition der Casas de Té Galés (Walisische Teehäuser) erhalten, die von Einheimischen und Touristen gleichermaßen frequentiert werden. Der Tee wird begleitet von Gebäck nach walisischen Rezepten, wie die Torta negra galesa. 
- Museo Regional Galés, Regionalmuseum im alten Bahnhofsgebäude der Ferrocarril Nacional Patagónico.
- Museo Antropológico
- Primera Casa, das erste, 1874 erbaute Steinhaus eines weißen Siedlers in Gaiman
- Parque el Desafío, im April 1980 eröffneter Themenpark am Ufer des Río Chubut
- Parque Paleontológico „Bryn Gwyn“, 10 km von Gaiman entfernt.